# 정철민
정철민(1988년 10월 29일 ~ )은 조선민주주의인민공화국의 축구 선수이다. 포지션은 공격수이다. 현재 리명수체육단 소속이다.